# ام‌وی نرلند
ام‌وی نرلند (به انگلیسی: MV Norland) یک کشتی بود که طول آن ۱۵۲٫۷۷ متر (۵۰۱٫۲ فوت) بود. این کشتی در سال ۱۹۷۴ ساخته شد.